# 王庆武
王庆武（1968年10月—），男，汉族，安徽霍邱人，中华人民共和国政治人物、国企领导。

## 生平
1991年加入中国共产党，1992年毕业于安徽师范大学思想政治教育专业并留校工作。曾任安徽师范大学团委书记。2006年至2008年挂职任广德县委常委、政府副县长。2008年任广德县委常委、县政府副县长（正县级）。2011年任绩溪县委副书记（正县级）。2012年10月，任中共宣城市委副秘书长（正县级），同年11月兼任宣城市彩金湖新区管委会主任。
2014年4月，任郎溪县委副书记、县政府代县长，同年5月去代转正。2017年5月任广德县委书记，广德撤县建市后，王氏于2019年8月出任广德市首任党委书记。2019年11月，任蚌埠市人民政府副市长。2021年9月，当选中国共产党蚌埠市第十二届委员会常务委员。2022年1月，任蚌埠市委常委、市委秘书长。同年7月，兼任怀远县委书记。2023年6月，任蚌埠市委副书记、怀远县委书记。2024年4月，任安徽省引江济淮集团有限公司党委书记。